# Аскольд (бронепалубный крейсер)
«Аско́льд» — бронепалубный крейсер 1-го ранга; во время Русско-японской войны входил в состав 1-й Тихоокеанской эскадры, базировавшейся в Порт-Артуре. Название крейсера унаследовано от парусно-винтового корвета «Аскольд», и высочайше утверждено 21 декабря 1898 года — в честь легендарного киевского князя Аскольда.

## Строительство

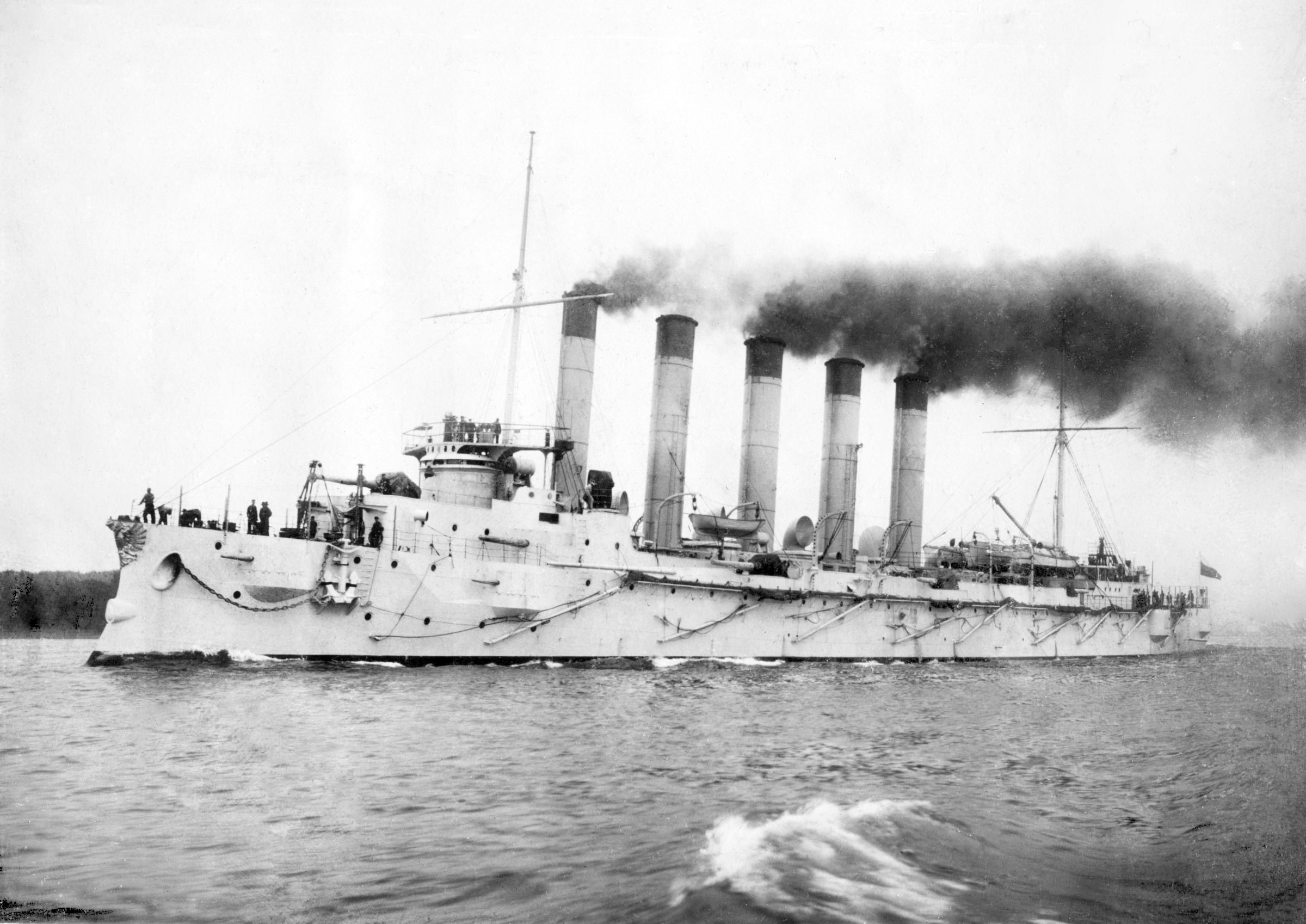
«Аскольд» на испытаниях в Киле, 1901

После принятия решения о строительстве нового крейсера I ранга для Военно-морского флота Российской империи, его главным строителем 10 октября 1896 года назначен младший судостроитель Э. Р. де Грофе. Наблюдающим за строительством назначен капитан 2-го ранга Н. К. Рейценштейн. 6 января 1899 года назначенный на должность командира крейсера Н. К. Рейценштейн, а также А. Ф. Стемман, П. Ф. Гаврилов и представители дипломатического корпуса России встретились в Германии с Вильгельмом II. В ходе беседы император Германии одобрительно отозвался о котлах Торникрофта, предполагавшиеся для установки. Крейсер заложен 8 июня 1899 года на верфи «Germaniawerft» в Киле. В декабре 1899 года Э. Р. де Грофе прибыл в Киль, также, параллельно Э. Р. де Грофе стал наблюдающим за постройкой бронепалубного крейсера «Богатырь» на заводе «Вулкан» в Штеттине.
Крейсер спущен на воду 2 марта 1900 года. Вступил в строй в 1902 году.

## Конструкция

### Корпус и архитектура

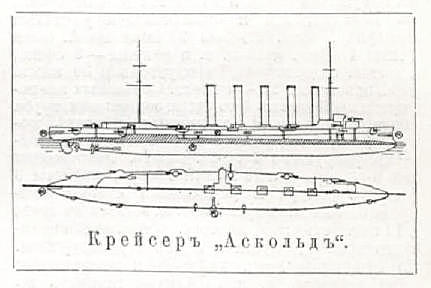
Схема бронирования и артиллерии

Корпус крейсера был собран по клетчатой (бракетной) системе набора. Корпус разделялся водонепроницаемыми переборками на 13 отсеков. Монтаж рулевой рубки был предусмотрен по первоначальному проекту, в отличие от крейсера «Новик».
Из особенностей корабля нельзя не отметить характерный пятитрубный силуэт, единственный в Российском флоте того времени.

### Бронирование
Броневая палуба была главной защитой корабля. Она названа карапасной, так как по форме напоминала панцирь черепахи. Броневая палуба из двух слоев плит: нижнего из кораблестроительной стали толщиной 10 или 15 мм и верхнего из легированной никелевой брони в 30 и 60 мм.
Горизонтальная часть броневой палубы имела толщину 40 (10+30), скосы 75 (15+60) или 100 (10+30+60) мм. Основания дымовых труб и элеваторы подачи боеприпасов от броневой до жилой палубы защищались 40-мм вертикальными броневыми плитами. Спуск в румпельное отделение защищён наклонным 100-мм броневым комингсом. Надводные торпедные аппараты прикрыты вертикальной 60-мм бронёй, снизу и сверху — 30-мм. Масса брони − 705 т.

### Вооружение

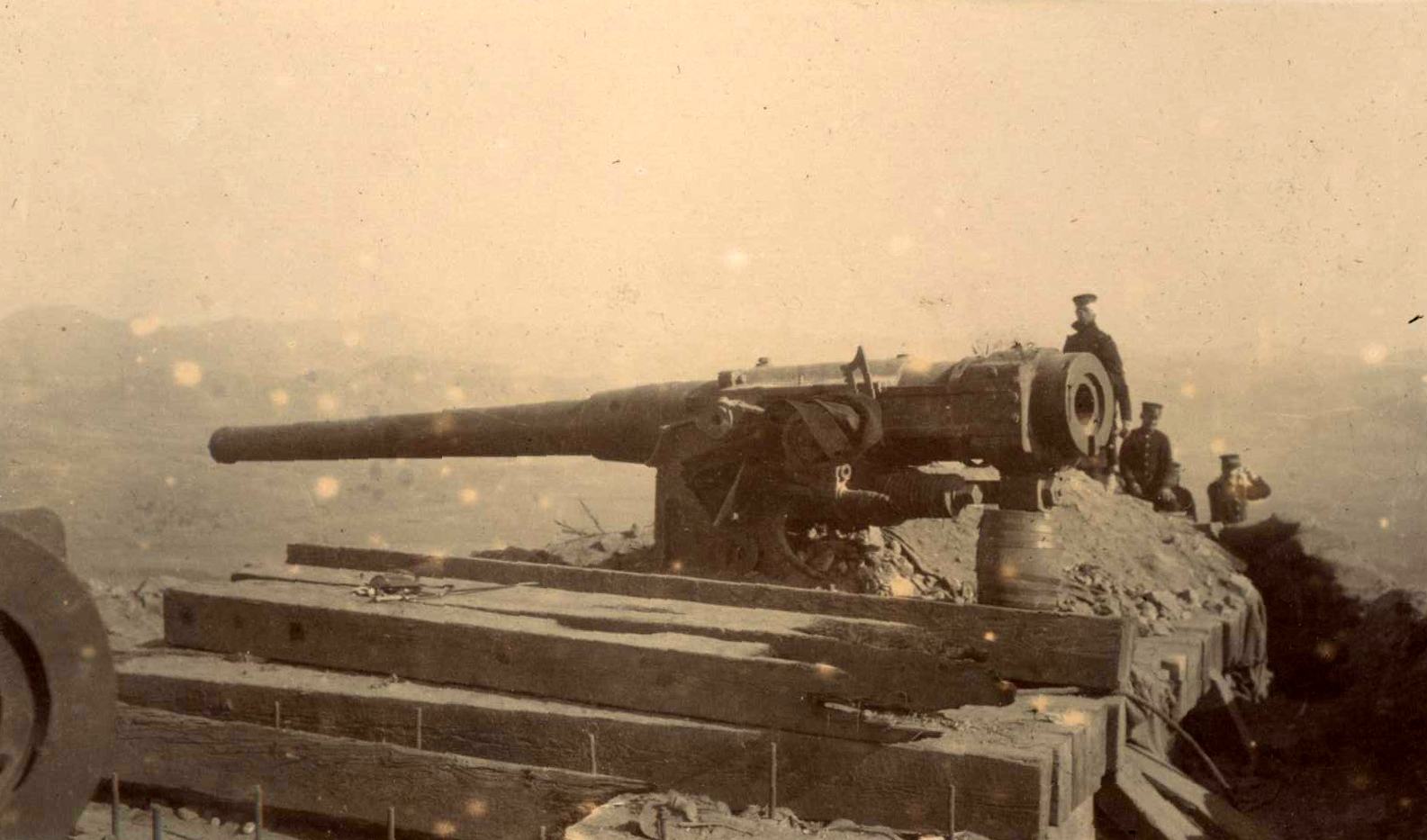
152-мм пушка Канэ

Артиллерийское вооружение состояло из:
- Двенадцати 152-мм патронных пушек системы Канэ с длиной ствола 45 калибров в палубных и казематных установках. Орудия защищены броневыми щитами.
- Двенадцати 75-мм пушек Канэ с длиной ствола 50 калибров.
- Восьми одноствольных 47-мм пушек Гочкиса.
- Двух десантных 63,5-мм пушек системы Барановского на колёсных лафетах, предназначенных для поддержки корабельного десанта.

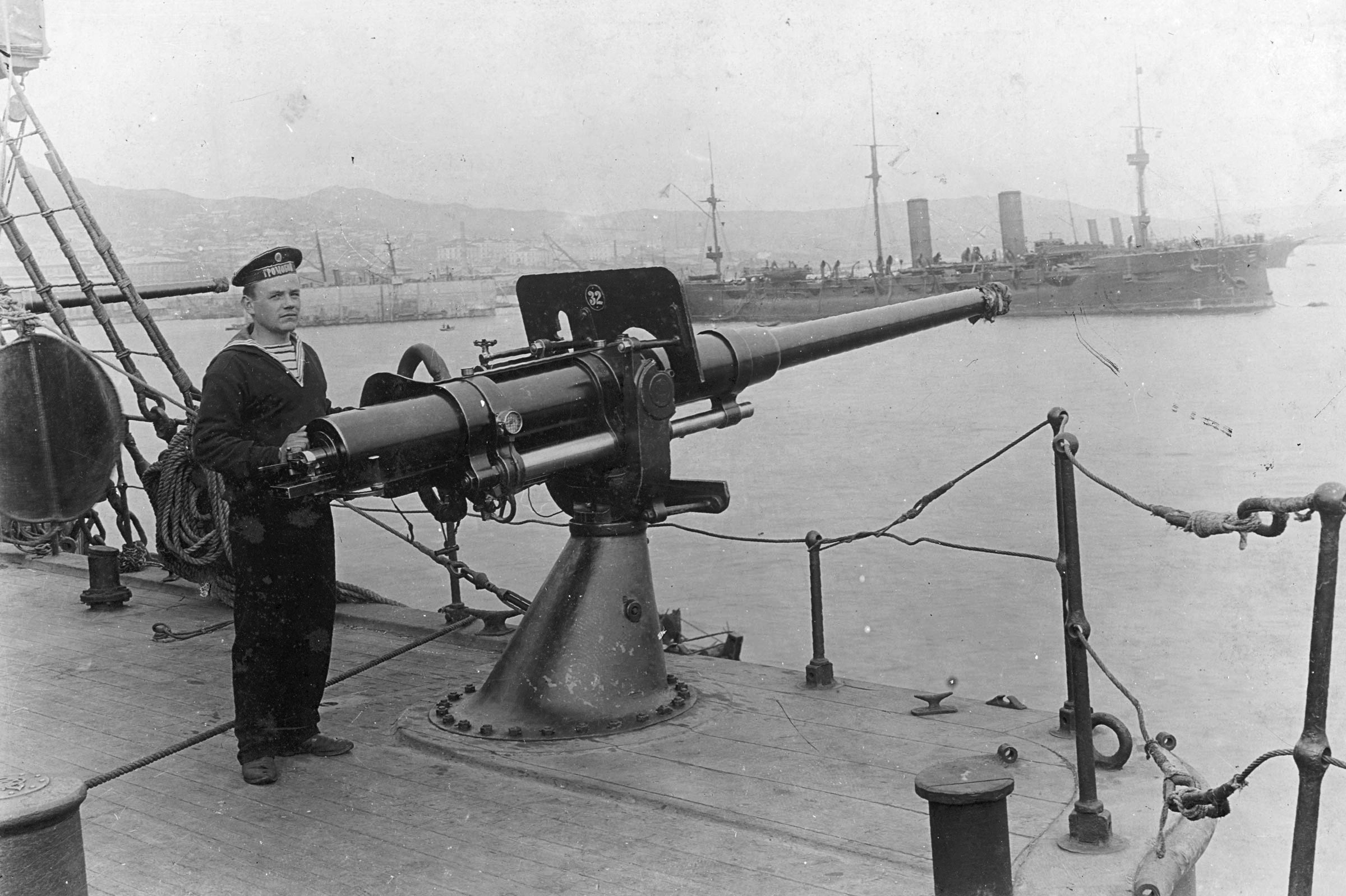
75-мм пушка Канэ

- Двух 37-мм пушек Гочкиса
- Четырёх пулемётов
- Шести 381-мм торпедных аппаратов

### Энергетическая установка
Машинно-котельная установка размещалась в двух машинных и пяти котельных отделениях.
Три трёхлопастных гребных винта  приводились в действие тремя паровыми четырёхцилиндровыми машинами тройного расширения суммарной проектной мощностью 19 500 л. с. (3×6500) . Они должны были обеспечить крейсеру скорость 23 узлов. В переднем машинном отделении располагались машины, вращавшие наружные винты. В заднем (кормовом) машинном отделении находилась машина, работавшая на средний винт. Правый и левый винты вращались в правую и левую сторону соответственно, средний был левого вращения. Каждая машина имела по одному цилиндру высокого и среднего и два цилиндра низкого давления. Диаметры цилиндров составляли 930, 1440 и 1630 мм соответственно, ход поршня 950 мм. Пар для машин давали 9 котлов Торникрофта-Шульца, 8 из которых размещались попарно в четырёх котельных отделениях, а один — в пятом. Общая поверхность колосников составляла — 107 м², общая нагревательная поверхность котлов — 5020 м² (большого котла — 580 м², малого— 480).
Котлы и машины показали себя надежными и очень экономичными: на 18 500 миль, пройденных «Аскольдом» в 1902 году, было израсходовано 7300 т угля, в то время как «Варягу» на путь в 8000 миль потребовалось 8000 т.
19 августа на предварительной пробе перед приемными испытаниями машины развили мощность 21 200 л. с., что обеспечило скорость 23,25 узла, средняя скорость за 10 пробегов в течение 3 часов при 121 об/мин составила 21,85 узла.
Также крейсер был оснащен шестью паровыми динамо-машинами фирмы «Сименс и Гальске» общей мощностью 336 кВт.

## Оценка
Крейсер «Аскольд» был детищем немецкой фирмы «Германия» (нем. Germaniawerft), вступил в строй 1901 году. Его артиллерия была прикрыта броневыми щитами, а энергетическая установка оказалась очень надёжной. Вместе с тем, корпус крейсера не отличался прочностью, а внутренние помещения были тесными. «Аскольд» не уступал в скорости крейсерам «Варяг» и «Богатырь».
| Сравнительные ТТХ российских бронепалубных крейсеров |                                   |                                    |                               |                                    |                                               |                                                    |                                                                                          |                                                   |                                   |                                  |
| Характеристики                                       | «Витязь»                          | «Адмирал Корнилов»                 | «Светлана»                    | «Диана»                            | «Варяг»                                       | «Аскольд»                                          | «Богатырь»                                                                               | «Новик»                                           | «Жемчуг»                          | «Боярин»                         |
| Водоизмещение, т                                     | 3537                              | 5863                               | 3924                          | 6657 — 6731                        | 6604                                          | 6000                                               | 6611 — 6975                                                                              | 3080                                              | 3520                              | 3274                             |
| Артиллерия                                           | 10 — 152-мм, 4 — 87-мм, 8 — 37-мм | 14 — 152-мм, 6 — 47-мм, 10 — 37-мм | 6 — 152-мм, 10 — 47-мм        | 8 — 152-мм, 24 — 75-мм, 8 — 37-мм  | 12 — 152-мм, 12 — 75-мм, 8 — 47-мм, 2 — 37-мм | 12 — 152-мм, 12 — 75-мм, 8 — 47-мм, 2 — 37-мм      | 12 — 152-мм, 6/8 — 75-мм, 6 — 47-мм                                                      | 6 — 120-мм, 6 — 47-мм, 2 — 37-мм                  | 8 — 120-мм, 6 — 47-мм, 2 — 37-мм  | 6 — 120-мм, 8 — 47-мм. 4 — 37-мм |
| Торпедные аппараты                                   | 3×1 — 381-мм                      | 6×1 — 381-мм                       | 2×1 — 381-мм                  | 3×1 — 381-мм                       | 6×1 — 381-мм                                  | 6×1 — 381-мм                                       | 2×1 — 381-мм                                                                             | 5×1 — 381-мм                                      | 3×1 — 381-мм                      | 5×1 — 381-мм                     |
| Бронирование, мм                                     | Палуба — 37                       | Палуба — 25 — 63, рубка — 76       | Палуба — 25 — 51, рубка — 102 | Палуба — 37 — 63, рубка — 51 — 152 | Палуба — 37 — 76, рубка — 76 — 152            | Палуба — 51 — 76, щиты орудий ГК — 25, рубка — 152 | Палуба — 35 — 70, башни — 89 — 127, казематы — 20 — 80, щиты орудий ГК — 25, рубка — 140 | Палуба — 30 — 51, щиты орудий ГК — 25, рубка — 30 | Палуба — 30 — 51, рубка — 30 — 45 | Палуба — 30 — 51, рубка — 76     |
| Энергетическая установка, л. с.                      | 3000                              | 6581                               | 10 100                        | 11 610 — 12 200                    | 14 158                                        | 20 434                                             | 19 350 — 20 370                                                                          | 17 000                                            | 17 000                            | 11 500                           |
| Максимальная скорость, узлов                         | 14,4                              | 17,6                               | 21,6                          | 19,0 — 19,2                        | 23,2                                          | 23,5                                               | 23 — 24                                                                                  | 25                                                | 22,6 — 24                         | 22,5                             |

## Служба

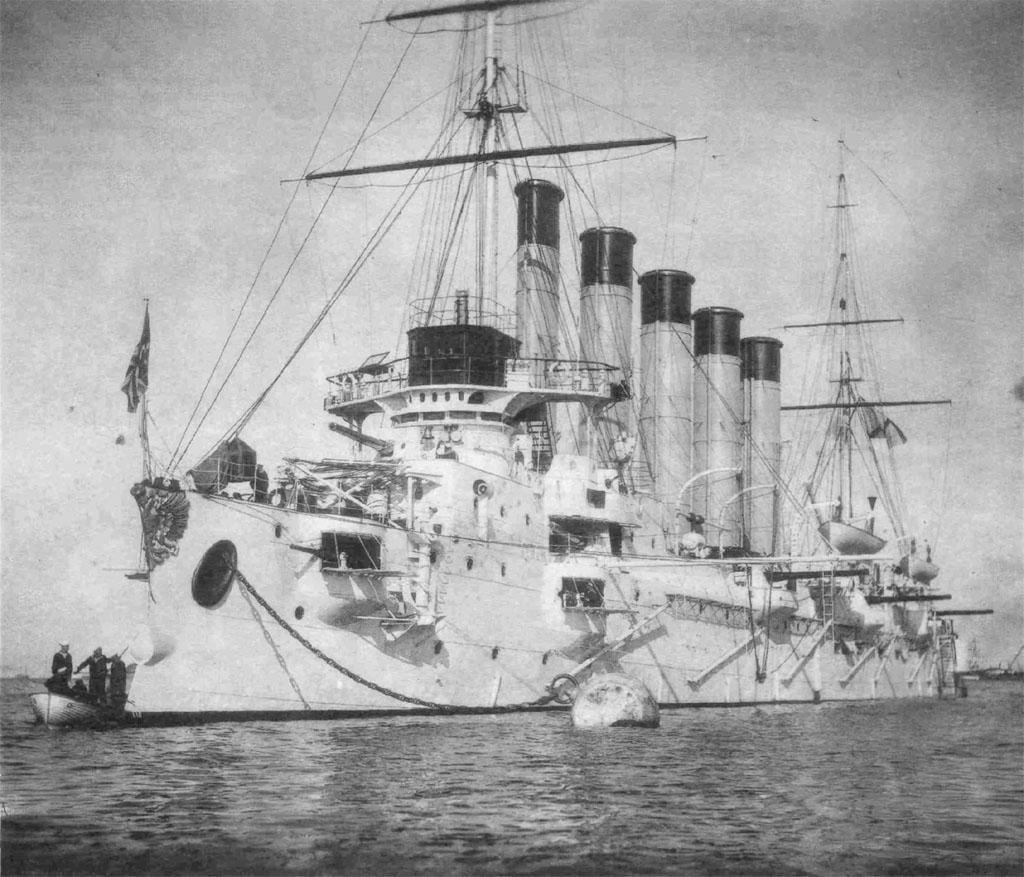
«Аскольд» в Кронштадте, 1902 год

Службу в Российском военном флоте начал в составе Балтийского флота.
Из-за нарастающего напряжения в отношениях России и Японии, на Дальний Восток России в 1903 году был направлен отряд боевых кораблей под командованием контр-адмирала барона Э. А. Штакельберга. В отряд вошли броненосцы «Ретвизан» (флаг) и «Победа», крейсера «Богатырь», «Диана» и «Паллада»; крейсера «Аскольд», «Новик» и «Боярин», а также семь миноносцев присоединились к отряду по пути в Либаву. 31 октября отряд в полном составе отправился из Либавы на Тихий океан. Имеющие большую скорость «Аскольд» и «Новик» ушли далеко вперед от отряда.
Во время перехода «Аскольд» и «Варяг» посетили с официальным визитом Маскат, где офицеры встретились с местным султаном. Русские корабли оставили глубокое впечатление у султана.
По приходе на Тихий океан, «Аскольд» некоторое время находился в составе формирующегося Владивостокского отряда крейсеров.
Во время учебных артиллерийских стрельб комендоры «Аскольда» показали, что являются одними из лучших в эскадре, так они стреляли в восемь раз точнее чем канониры «Варяга». 19 августа в заливе Петра Великого крейсер выполнил учебную стрельбу по щиту на ходу 18 уз при ветре 3—4 балла. Хотя видимость была неважной (временами щит скрывался в тумане), комендоры «Аскольда» показали хорошие результаты: из 36 выпущенных 152-мм снарядов в цель попали семь, из 36 75-мм —12 и из 40 47-мм — пять. «Варяг» во время аналогичной стрельбы, выполненной им 16 декабря 1903 года (последние учения перед его знаменитым боем), хотя и шёл с меньшей скоростью (12,5 уз), из 36 выпущенных 152-мм снарядов, 33 75-мм, 56 47-мм и 20 37-мм в щит попало всего три: один 75-мм и два 47-мм.
Далее крейсер переведён на базу Порт-Артур.

### Русско-японская война

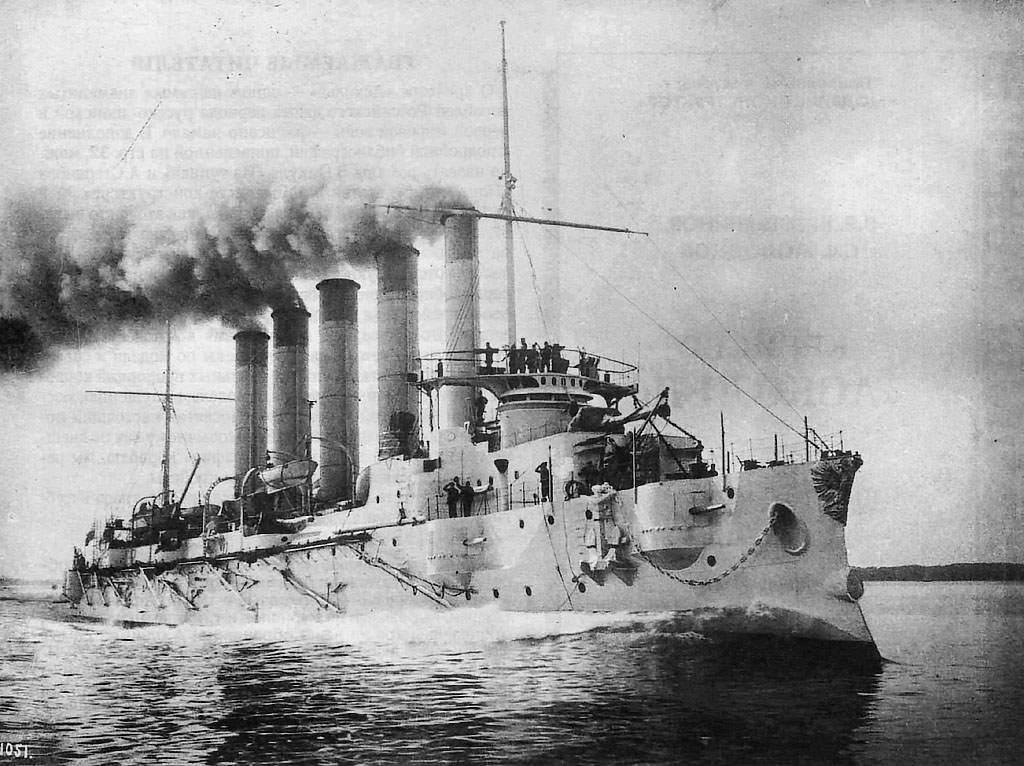
1901 год, ходовые испытания

В преддверии войны крейсера «Аскольд», «Паллада», «Диана», «Новик», «Боярин», «Баян», вспомогательный крейсер «Ангара», канонерские лодки «Гиляк», «Бобр», «Гремящий», «Отважный» и все эскадренные миноносцы базировались в Порт-Артуре.
В связи с рядом демаршей со стороны Японии наместник адмирал Е. И. Алексеев 18 января 1904 года отдал приказ немедленно начать кампанию. На следующий день во время прилива отряд кораблей вышел на внешний рейд Порт-Артура. 21 января около 16:00 шедший головным крейсер «Аскольд» увидел Шантунгский маяк, после чего по приказу наместника корабли повернули назад и в 5 утра 22 января стали на якорь в заливе Даляньвань, а днём перешли на Порт-Артурский рейд.
В ночь на 27 января русская эскадра, находившаяся у Порт-Артура, была атакована японскими миноносцами. Некоторые корабли открыли ответный огонь, но начальник эскадры вице-адмирал О. В. Старк не поверил в атаку и приказал на флагманском «Петропавловске» направить луч прожектора в небо, что являлось условным сигналом к прекращению огня. И только в 0:55 он отдал приказ крейсерам «Аскольд» и «Новик» приступить к преследованию японских миноносцев, но те уже скрылись. Затем «Аскольд» сопровождал броненосец «Цесаревич», который получил попадание торпедой, вследствие чего получил значительный и усиливающийся крен и направился во внутреннюю гавань порта для ремонта. Обходить эскадру пришлось со стороны моря, при этом отразив повторную атаку миноносцев. Японский адмирал Того, командовавший нападением, рапортовал своему начальству о выводе из строя кораблей «Полтава», «Аскольд» и ещё двух крупных кораблей, что являлось искажением фактов — японцы, несмотря на небольшую дистанцию, не смогли правильно идентифицировать характерные силуэты русских кораблей.
В первые месяцы войны «Аскольд» являлся одним из наиболее активно действующих кораблей порт-артурской эскадры. Крейсер участвовал во всех её операциях: вёл артиллерийские бои с японскими кораблями, прикрывал свои миноносцы, отбивал атаки вражеских миноносцев и досматривал подозрительные торговые суда.
В ночь с 28 на 29 января сводный отряд («Аскольд», «Баян», «Диана», «Боярин», «Забияка», «Гайдамак», «Бобр», «Гиляк», «Отважный») под командованием М. П. Моласа занимал позиции для охраны выхода на внешний рейд Порт-Артура.
9 февраля 1-я Тихоокеанская эскадра вступила в бой с 3-м боевым отрядом вице-адмирала С. Дева 1-й эскадры Соединенного флота. По «Аскольду» вели огонь бронепалубные крейсера: флагманский «Читосэ» и «Такасаго».
14 февраля тайфуном сорвало с мели находящийся в ремонте броненосец «Петропавловск», и он чуть не столкнулся с крейсерами «Аскольд» и «Новик», но быстрая реакция вахтенных начальников крейсеров предотвратила аварию.
28 февраля О. В. Старк был отстранён от командования, на его место назначили вице-адмирала C. O. Макарова, который поднял свой брейд-вымпел на крейсере «Аскольд».
9 марта русская эскадра (флаг C. O. Макарова сначала на «Аскольде», а затем на «Петропавловске») в течение двух часов вела перестрелку с основными боевыми силами Японского императорского флота (6 броненосцев, 6 броненосных и 6 бронепалубных крейсеров). Но эта артиллерийская дуэль существенных результатов не принесла.
17 марта 1904 года капитан 1-го ранга Н. К. Рейценштейн утверждён в должности младшего флагмана эскадры и исправляющим должность начальника отряда крейсеров, держал флаг на крейсере «Аскольд». 12 июля этого же года он был произведён в чин контр-адмирала.
В ночь с 12 на 13 апреля у Порт-Артура произошёл бой между миноносцем «Страшный» и 2-м отрядом истребителей. В ходе боестолкновения русский миноносец был потоплен. Вышедший на помощь миноносцу крейсер «Баян» был обстрелян крейсерами 3-го боевого отряда которые прикрывали транспорт «Корио-мару» с которого выставили минное заграждение. В след за «Баяном» к месту гибели «Страшного» вышли «Петропавловск» под флагом вице-адмирала С. О. Макарова, «Полтава», «Аскольд», «Диана» и «Новик». Русские корабли открыли огонь по японским крейсерам. К 09:15 утра в район боя прибыл 1-й боевой отряд вместе с крейсерами «Ниссин» и «Касуга». В это время подошли «Победа» и «Пересвет», и русские корабли стали преследовать уходящие японские корабли. В 09:43 флагманский «Петропавловск» подорвался на мине и затонул. На корабле погибли вице-адмирал С. О. Макаров и большая часть команды броненосца.
26 июля (8 августа по новому стилю) «Аскольд», «Баян», «Паллада» и «Новик» участвовали в бухте Лунвантан в артиллерийской перестрелке с японскими кораблями прибывшими для оказания поддержки 3-й японской армии штурмующей Порт-Артур, в том числе с бронепалубными крейсерами «Акицусима», «Сума» и «Ицукусима».
28 июля (10 августа по новому стилю) на перехват «Аскольда», «Новика», «Цесаревича» и нескольких миноносцев, которые прорвали блокаду, был отправлен к островам Росса 3-й боевой отряд адмирала Камимуры («Адзума», «Токива», «Идзумо» и «Ивате»), если русские корабли пойдут Корейским проливом. Также отряд имел приказ преградить путь с севера Владивостокскому отряду крейсеров («Россия», «Громобой» и «Рюрик»). Именно с ними отряд Камимуры встретился и состоялся бой в Корейском проливе.
В этот же день, во время боя в Жёлтом море, «Аскольд», под флагом командира отряда крейсеров контр-адмирала Н. К. Рейценштейна, заставил отступить японские броненосные крейсера — сначала «Асаму», а затем и «Якумо», вызвав на них сильные пожары. Этим «Аскольд» доказал мощь своего артиллерийского вооружения. Несмотря на локальную победу, общий прорыв во Владивосток порт-артурских кораблей мимо японской эскадры, в целом, не удался. Наиболее быстроходные «Аскольд» и «Новик», развив максимальную скорость хода, отделились от остальных русских кораблей и направились в северном направлении. Некоторое время только бронепалубный крейсер «Сума» один вёл бой с двумя русскими крейсерами и организовал погоню за ними, к которой подключились бронепалубные крейсера «Читосэ», «Акицусима» и «Касаги», но позже они прекратили погоню и вышли из боя. Из-за тяжёлых повреждений (имелись две подводные пробоины и один из снарядов попал в дымовую трубу, что привело к снижению мореходности и тяги, и как следствию падению скорости временами до 15 узлов, также была выведена из строя половина 6-дюймовой артиллерии) командир принял решение отправиться в Шанхай. В ночь на 11 августа адмирал М. Того отправил 6-й боевой отряд («Акаси», «Акицусима» и «Идзуми») в преследование русских крейсеров. К утру догоняющий отряд заметил слева по носу уходящий «Аскольд». В этот момент из строя вышел «Акицусима», имевший неисправность в машине. Заметив приближение неприятеля, на «Аскольде» боевую тревогу не объявляли, но были увеличены обороты машин и уже к 06:00 японские корабли скрылись из виду, и «Аскольд» благополучно добрался до Шанхая. К вечеру он был блокирован в порту превосходящими силами японцев, поэтому пришлось разоружиться. Крейсер был интернирован китайским правительством до конца войны
.

### В составе Сибирской военной флотилии
После окончания войны «Аскольд» вернулся в Россию и зачислен в состав Сибирской военной флотилии. Являлся флагманом флотилии.
16 октября 1907 года произошло восстание минёров крепостного минного батальона в бухте Диомид. На следующий день восстали матросы миноносцев Сибирской флотилии. 17 октября восстание было поддержано на миноносце «Скорый», на котором Яков Пойлов и руководитель военно-партийной организации РСДРП Мария Масликова убили командира миноносца старшего лейтенанта А. П. Штера и захватили командование. Затем  они приняли на борт руководителей мятежа и восставших матросов с других кораблей флотилии, в том числе с «Аскольда» и попытались выйти из бухты Золотой Рог, но мятежный миноносец был обстрелян — получил 67 попаданий: было пробито машинное отделение и взорван котёл, убита большая часть находившихся на борту восставших, в том числе Яков Пойлов. Корабль потерял способность управляться и выбросился на берег бухты.
Начиная с 1907 года «Аскольд» участвовал в развёрнутых генерал-майором М. Е. Жданко исследованиях течений морей Восточного океана с помощью «бутылочной почты»: в море с кораблей выбрасывались бутылки с записками о широте и долготе места сброса бутылки, и просьбой сообщить в адрес ГЭВО где и когда было обнаружено послание. Также к этим опытам были привлечены минный заградитель «Уссури», транспорт «Охотск» и парусная шхуна «Нептун».
3 сентября 1908 года крейсер «Аскольд» участвовал в развёрнутых учениях совместно с подводными лодками «Щука», «Плотва», которые выполняли учебную атаку на крейсер.

### Первая мировая война

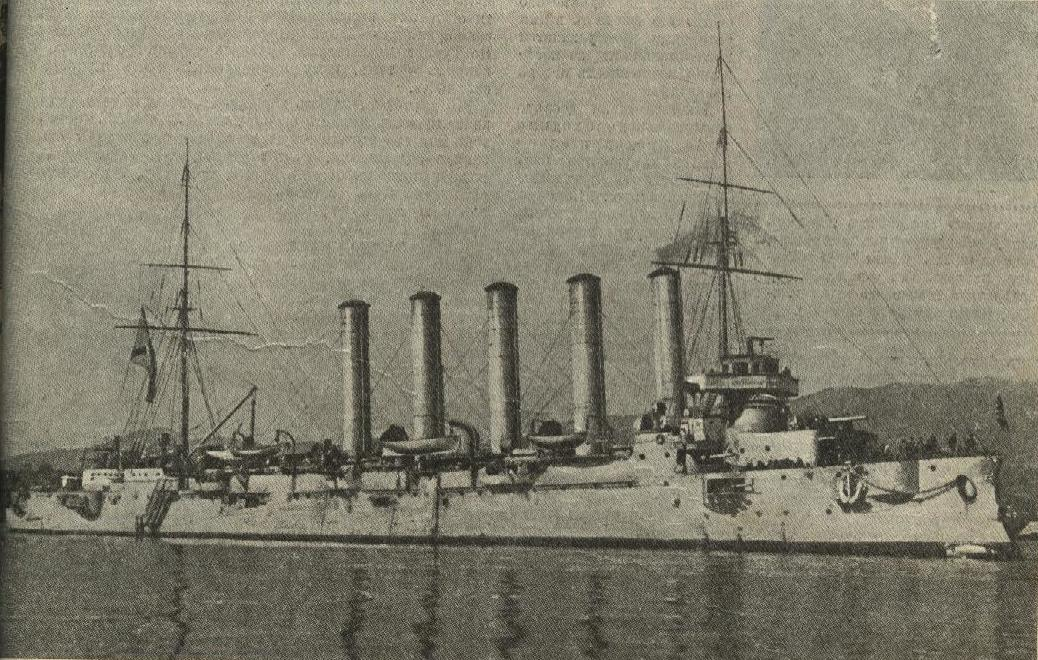
Журнал «Нива», 2 мая 1915 года. Статья об операциях крейсера «Аскольд» на Чёрном и Средиземном морях

В 5 ч 30 мин 20 июля 1914 года над крейсером «Аскольд» был поднят флажный сигнал: «Германия объявила войну». Флотилия была срочно приведена в состояние боевой готовности.
В 1914 году союзные страны предложили России создать объединённую эскадру в Тихом и Индийском океанах для действий против германской крейсерской эскадры адмирала М. фон Шпее. Морской министр адмирал Иван Григорович был против этого предложения, а командующий Сибирской военной флотилией контр-адмирал М. Ф. фон Шульц, напротив ратовал за создание такого соединения, и получил личное дозволение императора Николая II на присоединение крейсеров «Аскольд» (командир капитан 1 ранга С. А. Иванов 6-й) и «Жемчуг» (командир капитан 2 ранга барон И. А. Черкасов) к флоту союзников. 25 августа оба крейсера ушли из Владивостока в Гонконг на соединение с силами союзников. 16 августа крейсера прибыли в Гонконг, где вошли в эскадру под командованием вице-адмирала Т.-М. Джерама. 19 августа русские крейсера вышли в море на поиск действовавшего в Индийском океане германского крейсера «Эмден». 22 августа «Аскольд» и «Жемчуг», получив разные задания разделились.
«Аскольд» всю вторую половину 1914 года занимался конвоированием союзных транспортов в Тихом и Индийском океанах, а в конце ноября 1914 года прибыл в Средиземное море. Там началась реальная боевая работа корабля: на рейде порта Хайфа им был захвачен в качестве приза германский пароход, затем на рейде Бейрута потоплены 2 турецких парохода. Также производились обстрелы прибрежного фланга турецких войск на Палестинском фронте.
С середины февраля 1915 года «Аскольд» был передан в подчинение командующего союзной эскадрой на Средиземном море, где принимал участие в боевых действиях против Османской империи и Австро-Венгрии, в том числе и в Дарданелльской операции. В ходе неё, 11—13 апреля десантная команда крейсера «Аскольд» участвовала вместе с французскими военными в высадке войск на азиатский берег полуострова в районе Кумкале с целью отвлечения сил турок от основного места высадки союзных войск — на полуострове Галлиполи, что способствовало успешному завершению операции на мысе Геллес. Артиллерия корабля вела непрерывный огонь, расчищая путь десантному отряду. Потери команды в этой операции составили 4 убитых и 9 раненых.
Затем корабль непрерывно выполнял боевые задачи в Средиземном море у берегов Греции и Болгарии. В одном из походов 10 мая 1915 года его безуспешно атаковала германская подводная лодка.

### Дальнейшая служба

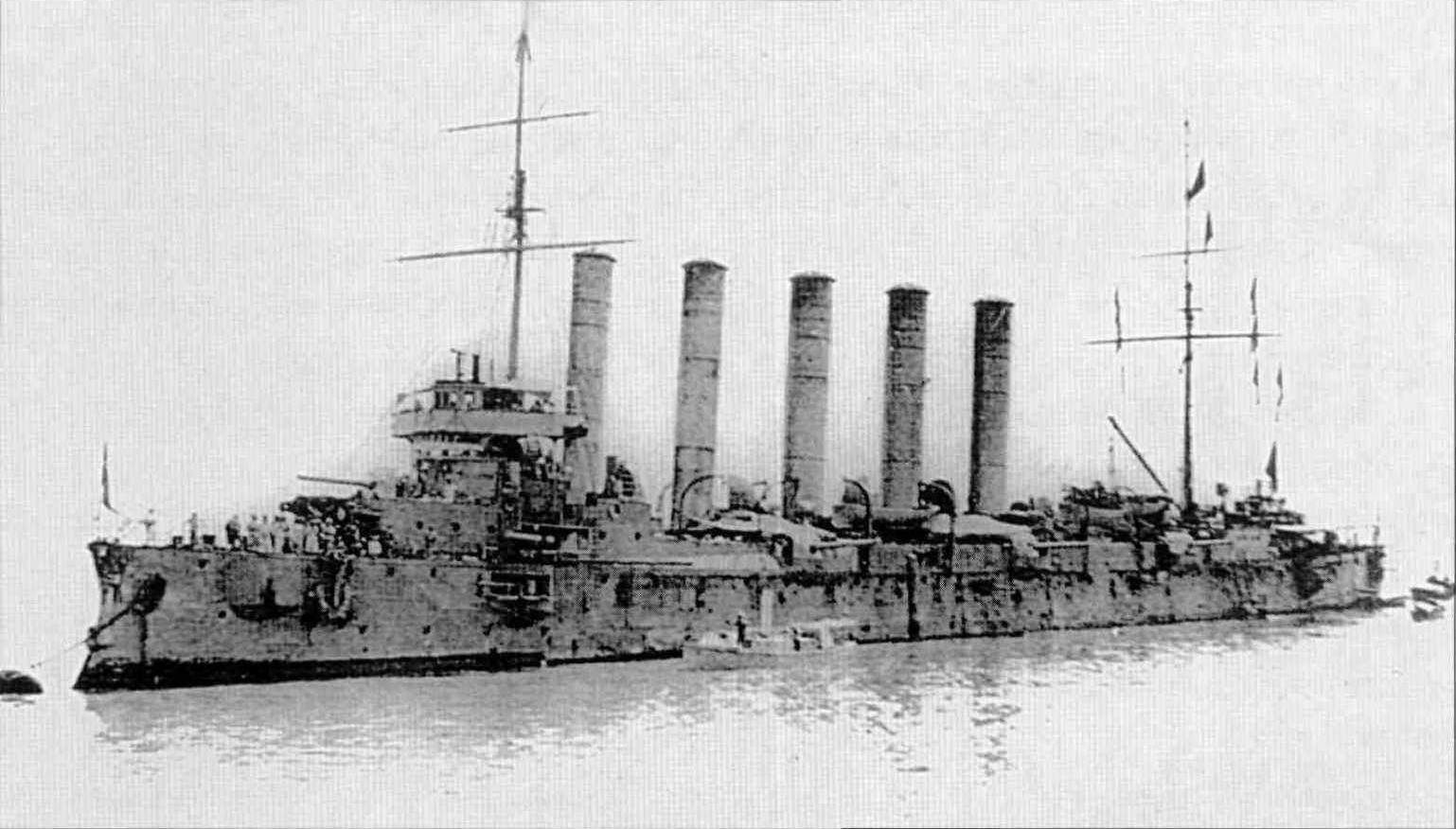
«Аскольд». 1916 год

В конце января 1916 года «Аскольд» прибыл во Францию для ремонта. В ночь с 20 на 21 августа 1916 года в погребе корабля произошёл взрыв. Командование обвинило в случившимся матросов крейсера, считавшихся до этого «неблагонадёжными», хотя прямых доказательств их причастности так и не было найдено. После следствия корабельный суд приговорил четверых моряков, обвинённых в саботаже — Захарова, Бешенцева, Шестакова и Бирюкова к смертной казни и около ста пятидесяти моряков к отбыванию наказания в плавучих тюрьмах и штрафных батальонах. 6 ноября 1916 года в Тулоне командование крейсером принял капитан 1-го ранга К. Ф. Кетлинский. Вскоре он утвердил все обвинительные приговоры корабельного суда. После революции многие моряки обвинили офицеров корабля в том, что это они устроили провокацию с целью выявить и ликвидировать «большевистское подполье».
В июне 1917 года, после ремонта, «Аскольд» под командованием К. Ф. Кетлинского прибыл в Мурманск и вошёл в состав флотилии Северного Ледовитого океана. В 1917 году Указом Временного правительства К. Ф. Кетлинский назначен на должность командира всего северного побережья Кольского полуострова с присвоением звания контр-адмирала. На должность командира «Аскольда» назначен А. И. Шейковский. На 7 октября 1917 года основу Флотилии Северного Ледовитого океана составляли: линейный корабль «Чесма», крейсера «Аскольд» и «Варяг», эсминцы «Капитан Юрасовский», «Лейтенант Сергеев», миноносцы «Бесшумный», «Бесстрашный», «Властный», «Грозовой», подводная лодка «Святой Георгий», минный заградитель «Уссури», 18 посыльных судов, 43 тральщика, 4 гидрографических судна, 3 транспорта, 8 портовых судов и ледоколы «Святогор» и «Микула Селянинович».

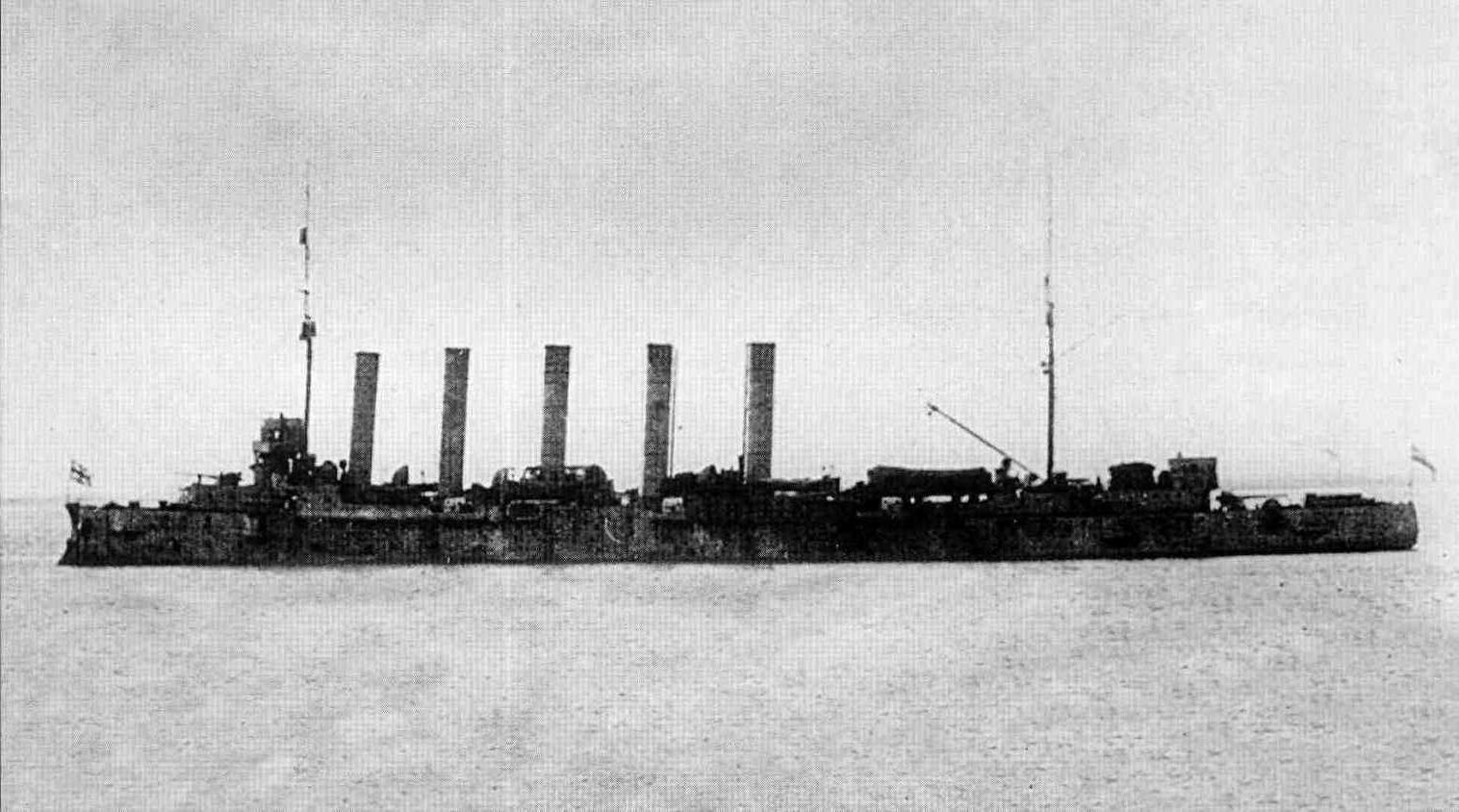
«Аскольд» под английским флагом, август 1918 года

В 1918 году крейсер в Кольском заливе перешёл под контроль интервентов. Далее крейсер участвовал в их операциях и использовался как плавучая казарма. В мае 1919 года командовать крейсером поставлен капитан 2-го ранга Б. А. Нольде, прибывший в Мурманск на английском ледоколе. В июле 1919 года крейсер вошёл в состав британского флота под названием «Glory IV».
В 1922 году выкуплен Советской Россией, но ввиду плохого технического состояния было принято решение о продаже корабля на слом. Права на сбор и утилизацию целого ряда кораблей в России, в том числе и крейсера «Аскольд», были переданы германо-русскому акционерному обществу «Деруметалл» (нем. Deutsch-Russische Metall-Gessellschaft). Некоторое время спустя корабль отбуксирован в Гамбург, где и разобран.

## Известные люди, служившие на корабле

### Командиры

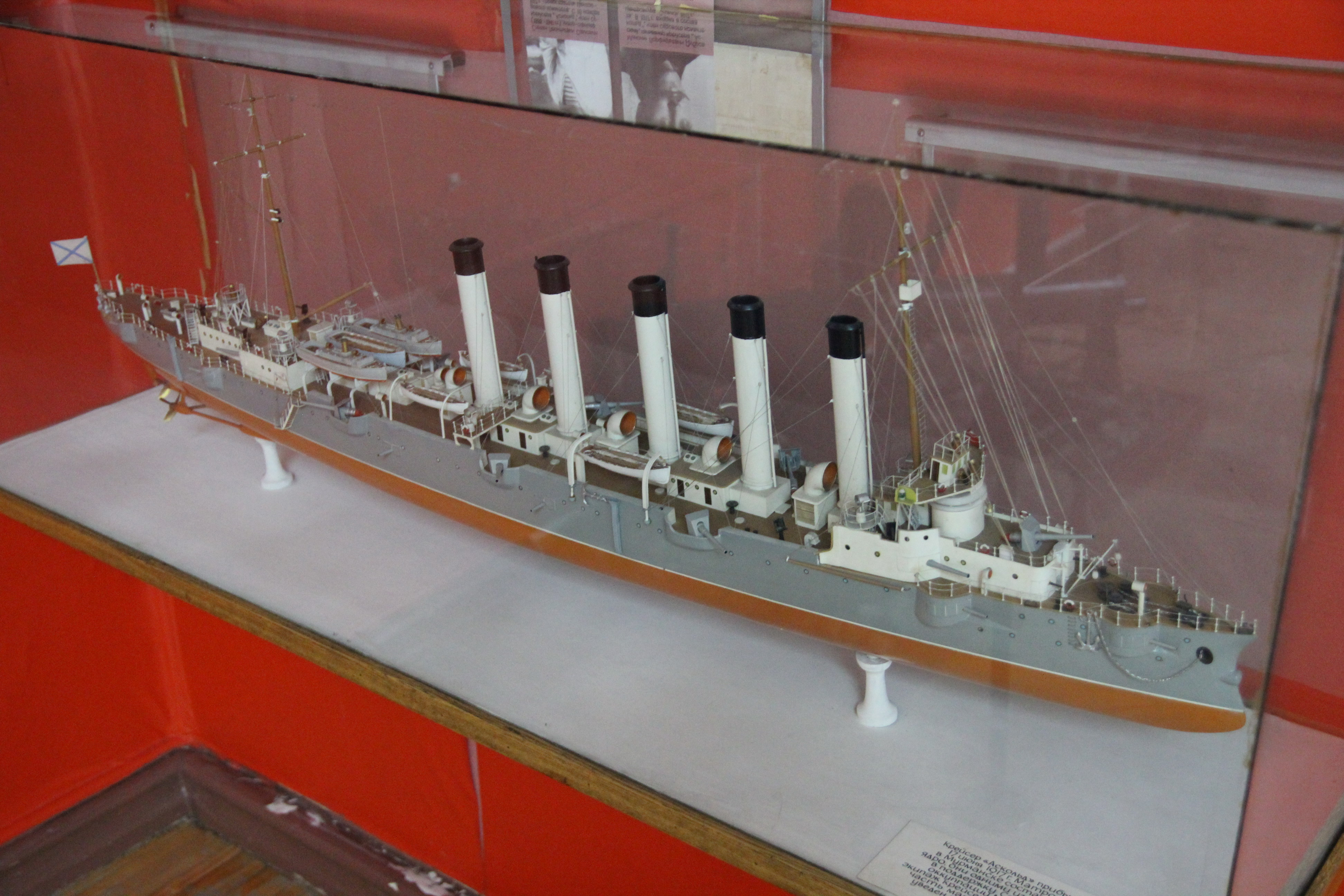
Модель крейсера. Мурманский музей

- 15.02.1899 — хх.хх.1904 — капитан 2-го ранга (с 18.04.1899 капитан 1-го ранга) Рейценштейн, Николай Карлович
- 24.01.1905 — хх.хх.1905 — капитан 1-го ранга Грамматчиков, Константин Алексеевич
- хх.хх.1905 — 28.08.1906 — капитан 2-го ранга (с 02.04.1906 капитан 1-го ранга) Стеценко, Константин Васильевич
- 28.08.1906 — хх.хх.1908 — капитан 2-го ранга (с 06.12.1906 капитан 1-го ранга) Глизян, Сергей Александрович
- хх.хх.1908 — хх.хх.1910 — капитан 1-го ранга Бурлей, Сергей Иванович
- 25.01.1910 — 23.08.1910 — капитан 1-го ранга Раден Фердинанд Владимирович
- 06.07.1910 — хх.хх.1913 — капитан 1-го ранга Теше, Лев Карлович
- хх.хх.1913 — хх.хх.1914 — капитан 1-го ранга Свешников, Дмитрий Александрович
- 03.06.1914 — ??.??.1916 — капитан 1-го ранга Иванов, Сергей Александрович
- ??.??.1916 — ??.??.1917 — капитан 1-го ранга Кетлинский, Казимир Филиппович
- 1917—1918 — капитан 1-го ранга Шейковский, Александр Иванович
- ??.05.1919—??.07.1919 капитан 2-го ранга Нольде, Борис Александрович
- 1919—1922 ?

### Другие должности
- ??.??.1902—??.??.1904 ревизор лейтенант Львов Николай Георгиевич
- ??.??.1903—??.??.1904 капельмейстер Дрейзин Евгений Михайлович
- 18.03.1904—17.04.1904 вахтенный начальник лейтенант Колчак Александр Васильевич
- ??.09.1903—29.07.1904 старший минный офицер, с марта 1904 года минный офицер 1-го разряда Киткин Пётр Павлович
- 20.12.1905—10.02.1906 лейтенант Домерщиков Михаил Михайлович[35]
- 23.09.1903—20.03.1906 старший офицер лейтенант (с 01.01.1904 капитан 2-го ранга) Теше, Лев Карлович
- ??.??.1907—??.??.1908 Корпуса инженер-механиков флота подполковник Моннерот дю Мэн Антон Клементьевич
- 20.04.1910—27.06.1910 заведующий минной частью крейсера минный офицер 1-го разряда Кулибин Николай Владимирович (врио)
- 27.06.1910—20.12.1910 старший минный офицер минный офицер 1-го разряда Кулибин Николай Владимирович
- 24.12.1911—16.06.1913 старший офицер капитан 2-го ранга Чепелев Михаил Евграфович
- 25.03.1912—09.11.1912 старший минный офицер старший лейтенант Кулибин Николай Владимирович
- ??.??.1913—??.??.1916 Владзимеж Штейер, младший офицер артиллерии, будущий польский контр-адмирал, командующий Обороной Хельской косы
- ??.??.1915—??.??.1916 штурманский офицер лейтенант Ропп Александр Эдуардович

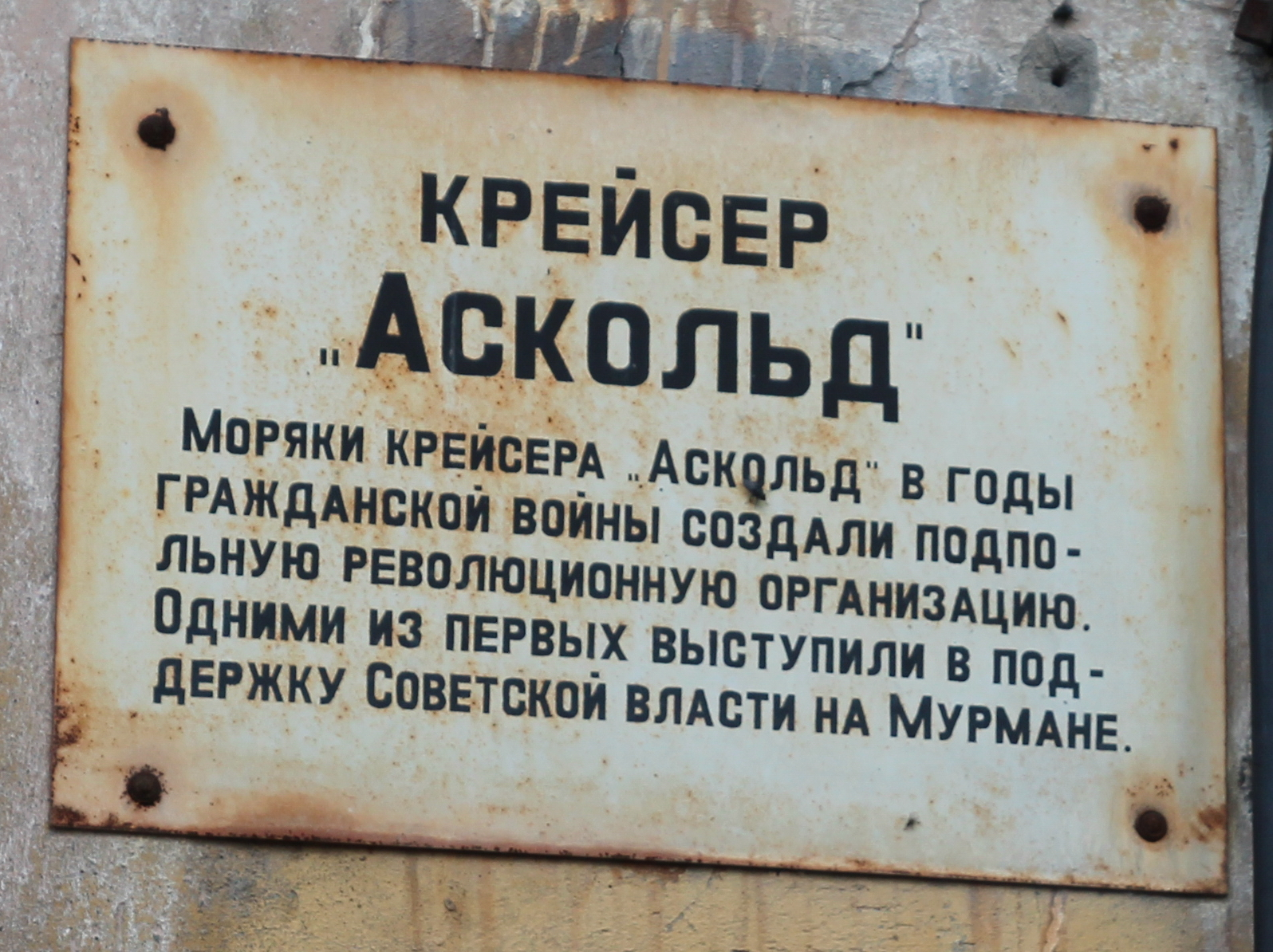
Мемориальная доска в Мурманске

- 01.01.1904—??.??.?? содержатель по артиллерийской части Хилов Лев Кириллович, переведен в капитаны по Адмиралтейству за отличие в делах против неприятеля (14.06.1904), ранен в бою 28.07.1904 г. Подполковник по Адмиралтейству за отличие (06.12.1910). Смотритель Инвалидного Императора Павла I дома (17.06.1910 — 1917).
- ??.??.1917—??.??.1918 инженер-механик Бжезинский Валерьян Людомирович[36]

## Память

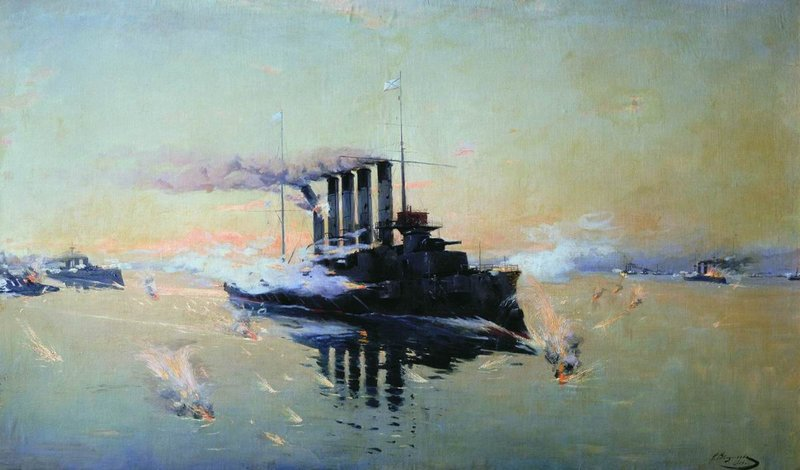
На картине Константина Вещилова

- Команда крейсера «Аскольд» и сам крейсер являются одними из ключевых действующих лиц романа Валентина Пикуля «Из тупика».
- Улица Аскольдовцев в Мурманске — названа 31 марта 1967 года в честь команды крейсера «Аскольд», который летом 1917 года стоял на рейде Кольского залива[37].